# Liste des maires de Bois-Colombes
Liste des maires de Bois-Colombes, commune française, du département des Hauts-de-Seine de la région Île-de-France, depuis la création de la commune par émancipation des terres situées sur Colombes, Asnières et Courbevoie, partage approuvé par le Sénat le 17 mars 1896

## Liste des maires
| Période        | Période                       | Identité             | Étiquette                      | Qualité |
| -------------- | ----------------------------- | -------------------- | ------------------------------ | --- |
| mars 1896      | mai 1896                      | Louis Duforêt        |                                | Président de la commission syndicale pour l'autonomie de Bois-Colombes |
| mai 1896       | mai 1904                      | Auguste Moreau       |                                | Ingénieur |
| mai 1904       | mars 1910                     | Charles Duflos       |                                | Pharmacien (décès) |
| avril 1910     | décembre 1919                 | Jules Collaine       |                                | Entrepreneur en maçonnerie |
| décembre 1919  | octobre 1931                  | Félix Braquet        | Rad.                           | Inspecteur des Chemins de fer Décédé en fonction |
| décembre 1931  | aout 1944                     | Édouard Fillon       | RG                             | Assureur Conseiller général de Colombes (1934 → 1940) Membre du Conseil national du Gouvernement de Vichy |
| aout 1944      | mai 1945                      | Hubert Muelle        |                                | Commerçant |
| mai 1945       | octobre 1947                  | Marcel Boucheny      |                                | Directeur de société |
| octobre 1947   | mai 1953                      | Jacques de Meyer     |                                | Commerçant |
| mai 1953       | 14 novembre 1986              | Émile Tricon         | RPF puis UNR puis UDR puis RPR | Agent de change Sénateur des Hauts-de-Seine (1986 → 1988) Député de la Seine puis des Hauts-de-Seine (1963 → 1973) Conseiller général de Bois-Colombes (1967 → 1994) Conseiller régional (1967 → 1982) Démissionnaire                            |
| septembre 1986 | mars 1989                     | Jean-François Probst | RPR                            | Fonctionnaire, conseiller à la Mairie de Paris |
| mars 1989      | juin 1995                     | Roger Blinière       | RPR                            | Agent d'assurances Conseiller général de Bois-Colombes (1994 → 2001) |
| juin 1995      | En cours (au 26 octobre 2020) | Yves Révillon        | UMP → LR                       | Pharmacien Conseiller général de Bois-Colombes (2001 → 2015) Conseiller départemental de Colombes-2 (2015 → ) Vice-président du conseil départemental des Hauts-de-Seine (2015 → ) Réélu pour le mandat 2014-2020 Réélu pour le mandat 2020-2026 |

## Pour approfondir